# Pałac Tağıyeva w Baku
Pałac Zeynalabdina Tağıyeva w Baku (azer. Hacı Zeynalabdin Tağıyevin sarayı) – pałac miejski zlokalizowany w Baku w kwadracie ulic: Tağıyev Hacı Zeynalabdin, Zərifə Əliyeva, Yusif Məmmədəliyev i Əbdülkərim Əlizadə.

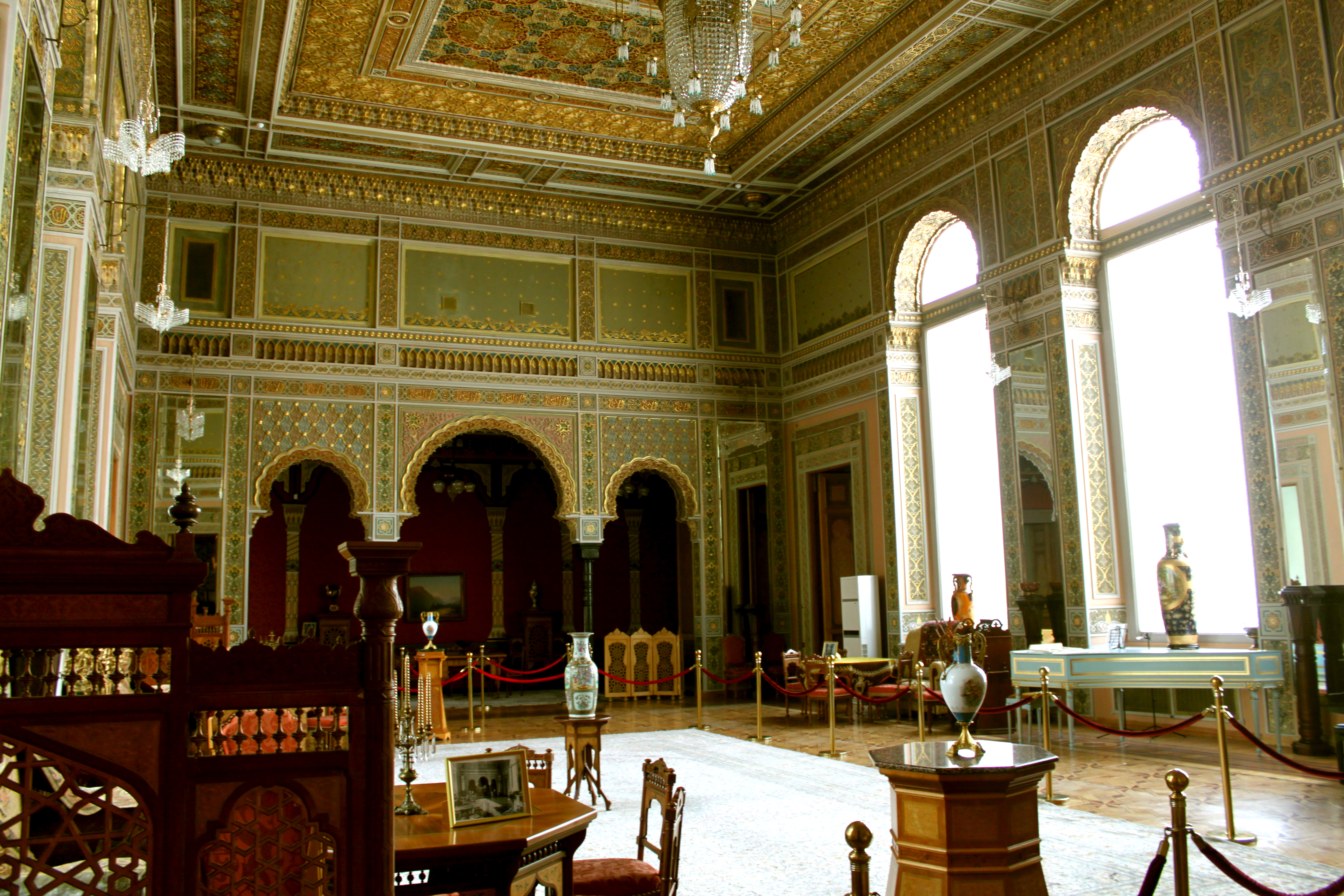
Sala orientalna

Pałac został zaprojektowany przez polskiego architekta – Józefa Gosławskiego i zrealizowany w latach 1895-1901. Obiekt reprezentuje formy klasycystyczne (fasada powstała w stylu włoskiego renesansu) z udziałem lokalnych detali azerskich i należy do najokazalszych budynków w centrum miasta.
Pałac kryty monumentalnymi kopułami posiada najbardziej okazałe pomieszczenia od strony ul. Tağıyev Hacı Zeynalabdin. Szczególnie bogato zdobione są dwie reprezentacyjne sale z loggiami i balkonami. Każda z sal ma powierzchnię około 180 m² i wymiary 11 × 17,35 m. Jedna wykorzystuje ornamentykę klasyczną, a druga orientalną. W Baku jest to budynek mieszkalny o największej głębokości traktu – 16–20 m. Powierzchnia użytkowa obiektu to 3000 m² (sto komnat i sal bogato zdobionych ornamentami). Część drzwi wykonana jest z drewna cytrynowego, a tapet ze skóry naturalnej. Parkiety zawierają sześć gatunków drewna, lustra pochodzą z Francji, a szyby w oknach z Wenecji. Sala Wschodnia zdobiona jest ośmioma kilogramami złota (cztery kilogramy znajdują się w malowidłach sufitowych).
Od 1921 pałac mieści Muzeum Historii Azerbejdżanu, w tym ekspozycję poświęconą Zeynalabdinowi Tağıyevowi (przedsiębiorcy naftowemu i mecenasowi sztuki).